# Audra Lindley
Audra Lindley a été une actrice américaine née le 24 septembre 1918 à Los Angeles, Californie (États-Unis), morte le 16 octobre 1997 à Los Angeles (Californie).

## Filmographie
- 1941 : L'Entraîneuse fatale (Manpower) de Raoul Walsh : Nurse
- 1941 : One Foot in Heaven d'Irving Rapper : Mother
- 1941 : Dangerously They Live (en) de Robert Florey : Nurse
- 1942 : Si Adam avait su... (The Male Animal) d'Elliott Nugent : Étudiante
- 1958 : From These Roots (en) (série télévisée) : Laura Tompkins (1958-1961)
- 1951 : C'est déjà demain ("Search for Tomorrow") (série télévisée) : Sue Knowles (1962)
- 1956 : The Edge of Night (série télévisée) : Barbara Barnett (1962)
- 1964 : Another World (série télévisée) : Elizabeth 'Aunt Liz' Matthews #2 (1964-1969)
- 1971 : Taking Off de Miloš Forman : Ann Lockston
- 1972 : Le Brise-cœur (The Heartbreak Kid) d'Elaine May : Mme Corcoran
- 1972 : Bridget Loves Bernie (en) (série télévisée) : Amy Fitzgerald
- 1974 : Le Fantôme de Canterville (TV) : Madame Otis
- 1974 : Family Theatre: Married Is Better (TV)
- 1975 : Fay (en) (série télévisée) : Lillian
- 1975 : Doc (série télévisée) : Janet Scott (1976)
- 1977 : Vivre à trois (Three's Company) (TV) : Helen Roper (1977-1979)
- 1977 : La croisière s'amuse (The New Love Boat) (TV) : Mae Allen
- 1978 : Getting Married (TV) : Catherine Lawrence
- 1978 : Pearl (en) (feuilleton TV) : Lily - General's Wife
- 1979 : When You Comin' Back, Red Ryder? (en) : Ceil Ryder
- 1979 : The Ropers (série TV) : Helen Roper
- 1980 : The Silent Lovers (TV) : Laura Hope Crews
- 1980 : Revenge of the Stepford Wives de Robert Fuest (TV) : Barbara Parkinson
- 1981 : Skyward Christmas (TV) : Billy
- 1982 : The Day the Bubble Burst (TV) : Evangeline Adams
- 1982 : Rue de la sardine (Cannery Row) de David S. Ward : Fauna
- 1982 : Best Friends, de Norman Jewison : Ann Babson
- 1985 : Zoo Ship (voix)
- 1985 : Desert Hearts : Frances Parker
- 1986 : Sunday Drive (en) (TV) : Aunt Joan
- 1987 : Stamp of a Killer (TV) : Grammy
- 1988 : Tales from the Hollywood Hills: Golden Land (TV) : Mrs. Sternholt
- 1988 : Perry Mason: The Case of the Lady in the Lake (TV) : Mrs. Chaney
- 1988 : Spellbinder (en) de Janet Greek (en) : Mrs. White
- 1988 : Mariez mes filles, s.v.p. (Take My Daughters, Please) (TV) : Rebecca
- 1989 : Et si c'était à refaire (en) (Bridesmaids) (TV) : Lulu
- 1989 : Troop Beverly Hills de Jeff Kanew : Frances Temple
- 1991 : Absolute Strangers (en) (TV) : Anne Zusselman
- 1992 : Le Temps d'une idylle (Just My Imagination) (TV) : Elizabeth Thompson
- 1994 : Hart to Hart: Crimes of the Hart (TV) : Katherine Kendrick
- 1994 : The Corpse Had a Familiar Face (TV) : Monica / Edna's Mother
- 1994 : The New Age de Michael Tolkin : Sandi Rego
- 1995 : Meurtres en série (Deadline for Murder: From the Files of Edna Buchanan) (TV) : Jean / Edna's Mother
- 1995 : Friends (Celui qui cassait les radiateurs) (TV) : Frances / la grand-mère de Phoebe
- 1995 : Mort subite (Sudden Death) de Peter Hyams : Mrs. Ferrara
- 1996 : Shoot the Moon de Tom Hodges (en): Blanche Gaskins
- 1997 : Relic (The Relic) : Dr Zwiezic
- 1997 : Sisters and Other Strangers (TV) : Irene Connelly